# Eugène Vaillé
Eugène Vaillé (né le 10 août 1875 à Bédarieux- mort le 30 mai 1959 à Riols), est un historien postal français et le premier conservateur du musée postal de France, l'actuel musée de La Poste, de 1946 à 1955.

## Biographie
Natif de l'Hérault, Eugène Vaillé étudie à Lodève où son père tient un négoce de laines.
En novembre 1892, après l'obtention du baccalauréat, il est reçu au concours de surnuméraire de l'administration des Postes et Télégraphes. Il commence sa carrière fin 1894 au central télégraphique de Montpellier avant d'être envoyé à Caen en 1895. Désireux d'effectuer des études de droit, il est muté en janvier 1898 dans un central télégraphique de Lyon. Promu commis en 1899, il étudie de 1900 à 1902 et devient docteur en droit grâce à une thèse titrée La coalition ouvrière et les grèves.
Dès son affectation au central télégraphique de Paris en 1902, il réussit le concours de rédacteur et intègre la direction des Postes du département de la Seine en mai 1903. Dans les années 1900-1910, il est détaché auprès de deux autres ministères, dont celui de l'Agriculture où il est nommé chevalier du Mérite agricole en 1913. Il continue ensuite à monter les grades au sein de l'administration postale parisienne. En 1920, il intègre le ministère des Postes et Télégraphes comme bibliothécaire, chargé de la gestion de la bibliothèque centrale des PTT, jusqu'à sa retraite le premier septembre 1935.
Retraité, il reste proche du ministère à cause de la relance du projet d'un musée postal, évoqué par le ministre Jean Mistler et décidé par son successeur Georges Mandel. Même si la crise économique des années 1930 et la Seconde Guerre mondiale empêchent toute réalisation concrète, Vaillé inventorie et prépare les pièces à l'hôtel de Choiseul-Praslin, en attendant une inauguration. Dans le même temps, de 1934 à 1939, il rédigea des articles sur l'histoire postale de France et sur les relations postales entre la France et ses voisins britanniques, espagnols et italiens pour le Bulletin d'informations, de documentation et de statistique des PTT, puis pour la Revue des PTT de France de 1949 à 1954. Cette activité avant-guerre lui permet de présenter sa candidature à l'Académie de philatélie où il est élu membre titulaire le 21 décembre 1938.
Le 30 novembre 1943, il est officiellement nommé conservateur du futur musée et préside le conseil de gérance. Il devient le premier conservateur en exercice avec l'inauguration par le ministre Jean Letourneau du Musée postal de France, le 4 juin 1946, dans l'hôtel de Choiseul-Praslin, dans le 6e arrondissement de Paris.
Au début des années 1950, souffrant d'une santé plus précaire, il s'installe à Riols, près de Saint-Pons-de-Thomières, avec son épouse. Souvent éloigné de Paris, il se retire de l'Académie de philatélie dont les membres l'honorent du titre de membre honoraire fin 1954. Au printemps 1955, ses rhumatismes l'empêchent de quitter Riols pour revenir à Paris. Le conseil de gérance du musée le remplace alors par Joseph-Jean Le Mouël. Vaillé, nommé conservateur honoraire par le ministre Édouard Bonnefous, apprécie cependant peu sa rapide éviction.
Vaillé meurt le 30 mai 1959 à Riols. Le premier juin, il est enterré à Bédarieux dans le caveau familial.

## Œuvres
- La Coalition ouvrière et les grèves, thèse, Chevalier-Maresq, 1901.
- Histoire des postes françaises jusqu'à la Révolution, coll. « Que sais-je ? » no 200, Presses universitaires de France, 1946.
- Histoire générale des postes françaises, 7 volumes, Paris, Presses universitaires de France, 1947-1955.
- Histoire des postes françaises depuis la Révolution, coll. « Que sais-je ? » no 260, Presses universitaires de France, 1947.
- Le Cabinet noir. Histoire du contrôle et de la violation de la correspondance privée, Paris, Presses universitaires de France, 1950.
- La Poste en France au milieu du XXe siècle, Paris, Musée postal, 1952. Gravures de Henry Cheffer, Paul Dufresne, Albert Decaris, Paul Lemagny, Charles Mazelin et couverture en couleurs par René Dessirier.
- Histoire du timbre-poste, coll. « Que sais-je ? » no 273, Presses universitaires de France, 1959.

Il compose également des fables sous le pseudonyme de Jean Coulanges.

## Hommages et récompenses
- Officier de la Légion d'honneur (1946)
  - chevalier en 1935
- Chevalier de l'ordre du Mérite agricole (1913)

L'Histoire générale des postes françaises est récompensé par le prix Durchon-Louvet de l'Académie française en 1951 et Le Cabinet noir le prix de l'Académie des sciences morales et politiques.
Eugène Vaillé reçoit la Légion d'honneur en 1935, année de sa retraite, puis est promu officier en 1946 après l'inauguration du Musée postal. À la suite d'un détachement au ministère de l'Agriculture, il est fait chevalier du Mérite agricole en 1913.
Le 21 septembre 2009, un timbre-poste de France gravé par André Lavergne est émis pour les cinquante ans de sa mort, avec manifestation premier jour au musée de La Poste à Paris, et dans sa ville natale de Bédarieux.

### Sources
- Martin Hella, « Du Musée postal de France au musée de La Poste », article publié dans l'Écho de la timbrologie no 1802, décembre 2006, pages 38-42.
- Laurent Albaret (coordination), Eugène Vaillé (1875-1959), Les dossiers de Relais, supplément Relais no 107, Société des amis du musée de La Poste, septembre 2009, 64 pages. Biographie illustrée et référencée, avec une liste des ouvrages et articles de Vaillé qui prétend à l'exhaustivité.